# Kleine mantelmeeuw
De kleine mantelmeeuw (Larus fuscus) is een vogel uit de familie van de meeuwen (Laridae). De wetenschappelijke naam van de soort werd in 1758 gepubliceerd door Carl Linnaeus.

## Veldkenmerken

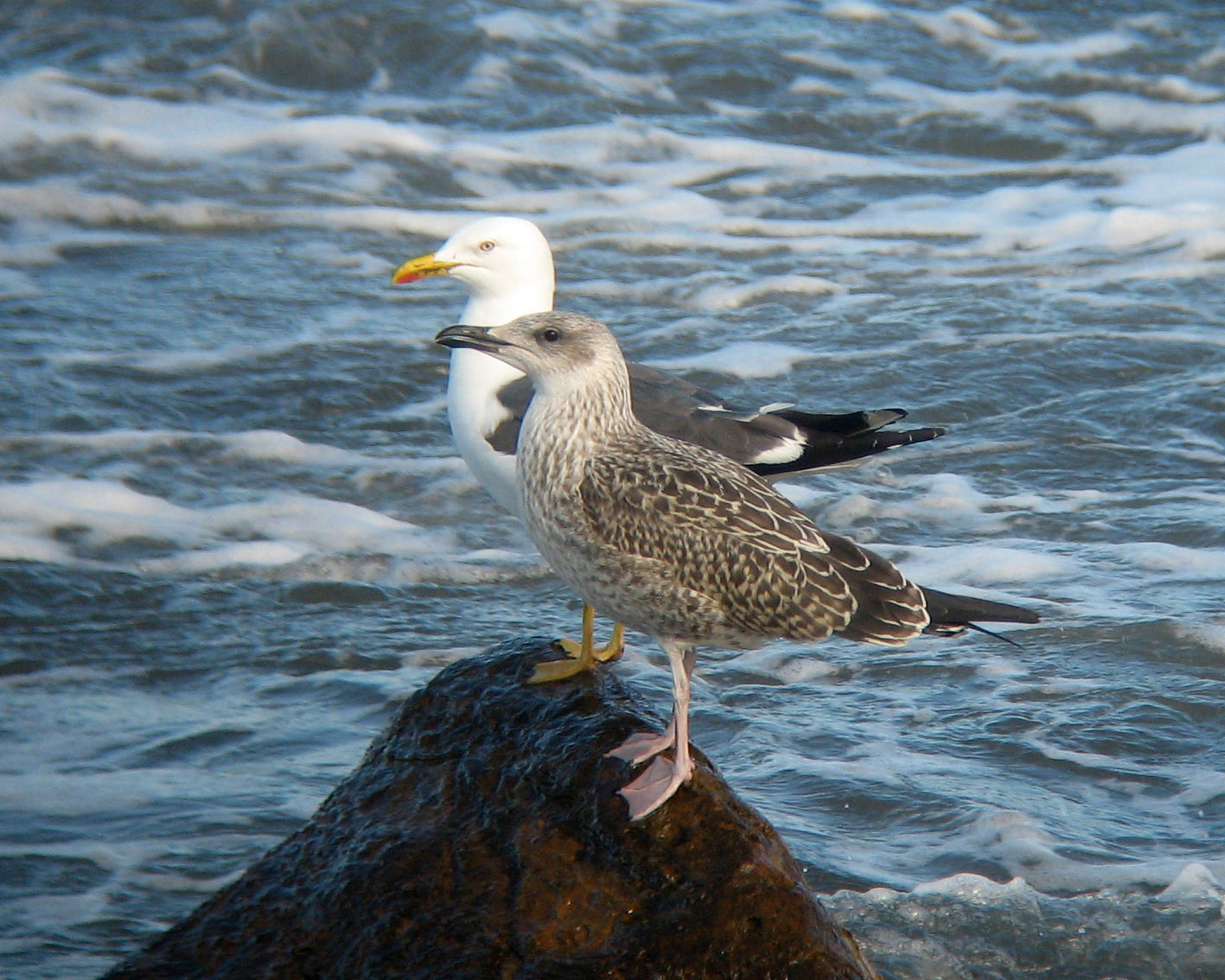
Volwassen (achter) en jongvolwassen (voor) kleine mantelmeeuw

Deze 53 cm lange vogel heeft een leigrijze mantel, waarmee hij zich onderscheidt van de even grote zilvermeeuw, die lichtgrijs is. Verder heeft hij een gele snavel en gele poten, in tegenstelling tot de veel grotere grote mantelmeeuw die roze poten heeft.

## Leefwijze
De kleine mantelmeeuw leeft vooral van (zee-)vis, en krabben, maar ook op het land wordt veel gefoerageerd (zoogdieren, insecten, in mindere mate ook afval).

## Voortplanting
De kleine mantelmeeuw broedt in kolonies langs de kust en in veel landen in toenemende mate op daken in steden. Zijn nest is een nestkuil op de grond, meestal gemaakt van losgetrokken gras, waarin twee of drie eieren worden gelegd.

## Verspreiding en leefgebied
De ondersoort Larus fuscus graellsii, wel bekend als de Engelse kleine mantelmeeuw, komt in Nederland, België, Groot-Brittannië en IJsland voor; de Baltische mantelmeeuw Larus fuscus fuscus voornamelijk in het Baltische gebied. Een derde ondersoort, Larus fuscus intermedius, komt in Noorwegen, Denemarken en West-Zweden voor.
In totaal worden er vijf ondersoorten onderscheiden:
- L. f. graellsii: Groenland, IJsland, Faeröer-eilanden en westelijk Europa
- L. f. intermedius: Nederland, Duitsland, Denemarken, zuidwestelijk Zweden en westelijk Noorwegen
- L. f. fuscus (Baltische mantelmeeuw): van noordelijk Noorwegen, Zweden en Finland tot de Witte Zee
- L. f. heuglini (Heuglins meeuw): van noordelijk Rusland tot het noordelijke deel van Centraal-Siberië
- L. f. barabensis (Barbarameeuw): centraal Azië

## Status
De grootte van de populatie is in 2015 geschat op 0,9-2,1 miljoen volwassen vogels. Op de Rode lijst van de IUCN heeft deze soort de status niet bedreigd.

## Status in Nederland
De kleine mantelmeeuw komt in Nederland vooral voor in het Waddengebied en in de Zeeuwse Delta. Ooit was het een zomergast maar de vogel wordt tegenwoordig ook 's winters in kleine aantallen waargenomen.
Volgens SOVON steeg in de periode 1990-2007 het aantal broedparen met meer dan 5% per jaar. Rond 2007 broedden er ongeveer 82.500 paar in Nederland. In 2019 stabiliseerde het aantal broedparen zich op 75.000-90.000. De kleine mantelmeeuw staat niet op de Nederlandse Rode Lijst. Hij staat wel op de Vlaamse Rode Lijst als kwetsbaar. De soort staat als niet bedreigd op de internationale Rode Lijst van de IUCN.

## Status in Suriname
De vogel is een dwaalgast in Suriname.

## Video
- Fragment uit Nederland van boven: mantelmeeuw doet een dagje Amsterdam